# Corydalis sibirica
Corydalis sibirica là một loài thực vật có hoa trong họ Anh túc. Loài này được (L.f.) Pers. mô tả khoa học đầu tiên năm 1806.